# Бух ам Валд
Бух ам Валд (њем. Buch am Wald) општина је у њемачкој савезној држави Баварска. Једно је од 58 општинских средишта округа Ансбах. Према процјени из 2010. у општини је живјело 953 становника. Посједује регионалну шифру (AGS) 9571125.

## Географски и демографски подаци
Бух ам Валд се налази у савезној држави Баварска у округу Ансбах. Општина се налази на надморској висини од 465 метара. Површина општине износи 26,4 km². У самом мјесту је, према процјени из 2010. године, живјело 953 становника. Просјечна густина становништва износи 36 становника/km².